# Боровка (Могилёвский район)
Боровка (бел. Бароўка) — деревня в составе Сидоровичского сельсовета Могилёвского района Могилёвской области Республики Беларусь.

## Население
- 2010 год — 197 человек